# Hoogblokland
Hoogblokland (51° 52′ N, 4° 59′ L) é uma cidade dos Países Baixos, na província de Holanda do Sul. Hoogblokland pertence ao município de Giessenlanden, e está situada a 4 km, a norte de Gorinchem.
Em 2001, a cidade de Hoogblokland tinha 935 habitantes. A área urbana da cidade é de 0.25 km², e tem 372 residências. 
A área de Hoogblokland, que também inclui as partes periféricas da cidade, bem como a zona rural circundante, tem uma população estimada em 1100 habitantes.